# ミラー図法

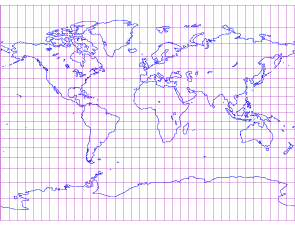
ミラー図法

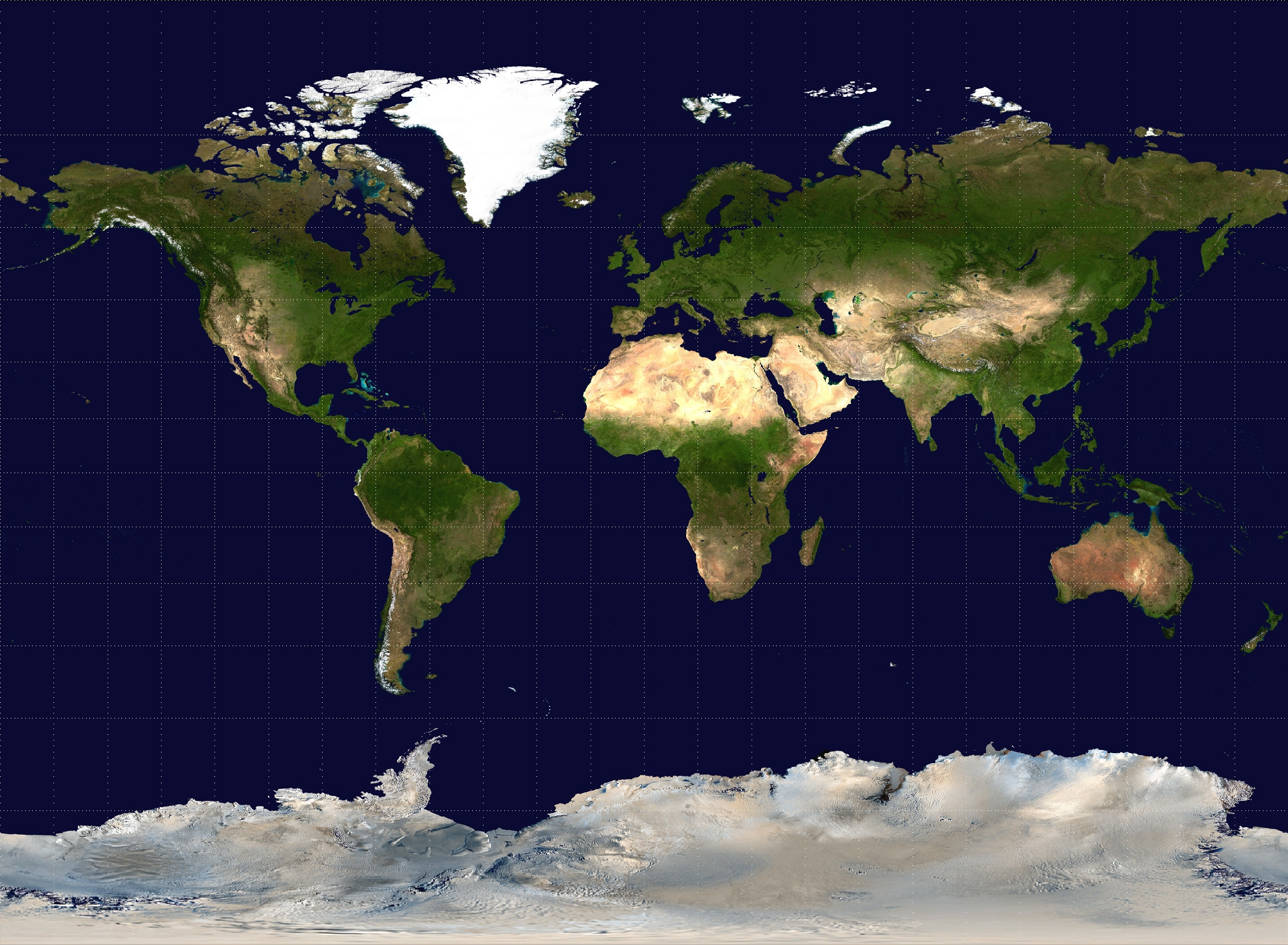
ミラー図法の衛星写真

ミラー図法（ミラーずほう）とは、投影法の一つである。円筒図法の一種。主に世界地図に用いられる。オズボーン・メイトランド・ミラーによって1942年に発表された。
メルカトル図法の、南北両極が無限遠点になってしまうという問題を改善した図法で、地理緯度を 4/5 倍してからメルカトル図法で投影して、縦方向に 5/4 倍する。つまり地球を半径を1とする単位球とみなしたとき、ミラー図法において経度 {\displaystyle \lambda \,\!}, 地理緯度 {\displaystyle \varphi \,\!} から地図上の点 x, y へ投影する座標換算式は次式で与えられる：
{\displaystyle {\begin{aligned}x&=\lambda -\lambda _{0}\\y&={\frac {5}{4}}\operatorname {gd} ^{-1}\left({\frac {4}{5}}\varphi \right)\end{aligned}}}
ここで {\displaystyle \lambda _{0}\,\!} は原点を通る子午線の経度、{\displaystyle \operatorname {gd} ^{-1}x} はグーデルマン関数の逆関数である。この変換により両極に至るまでの世界地図を描けるようになるが、メルカトル図法の特長である正角は失われ、正距図法や正積図法でもない（面積が正確な円筒図法はランベルト正積円筒図法である）。